# Парк на Стрелке
Парк на Стрелке — парк в историческом центре Ярославля. Одна из главных достопримечательностей города. Расположен на Стрелке — мысе при впадении реки Которосль в Волгу. Состоит из двух частей — верхнего партера (в Рубленом городе) и нижнего (на косе).

## Верхний партер
Верхняя часть парка расположена на месте разрушенного в 1918 году Демидовского лицея и на месте Соборной площади (ныне часть площади Челюскинцев от Вечного огня до Успенского собора). Парк вокруг лицея был разбит в 1820-х годах. Сквер на Соборной площади обустроен в 1960-х.
Достопримечательности
- Успенский собор — главный храм Ярославля, восстановленный в 2010 году.
- Скульптура «Троица» — единственный в России памятник, изображающий Святую Троицу. Воздвигнута в честь тысячелетия крещения Руси на месте разрушенного в 1930-е годы алтаря Успенского собора. Во время восстановления собора была перенесена ближе к набережной. «Троица» это попытка представить в виде скульптуры аналогичное прекрасное творение Андрея Рублева.[1]
- Камень на месте, где по легенде был основан Ярославль. На камне высечена надпись: «На этом месте в 1010 году Ярослав Мудрый основал Ярославль».
- Беседка в начале Которосльной набережной.

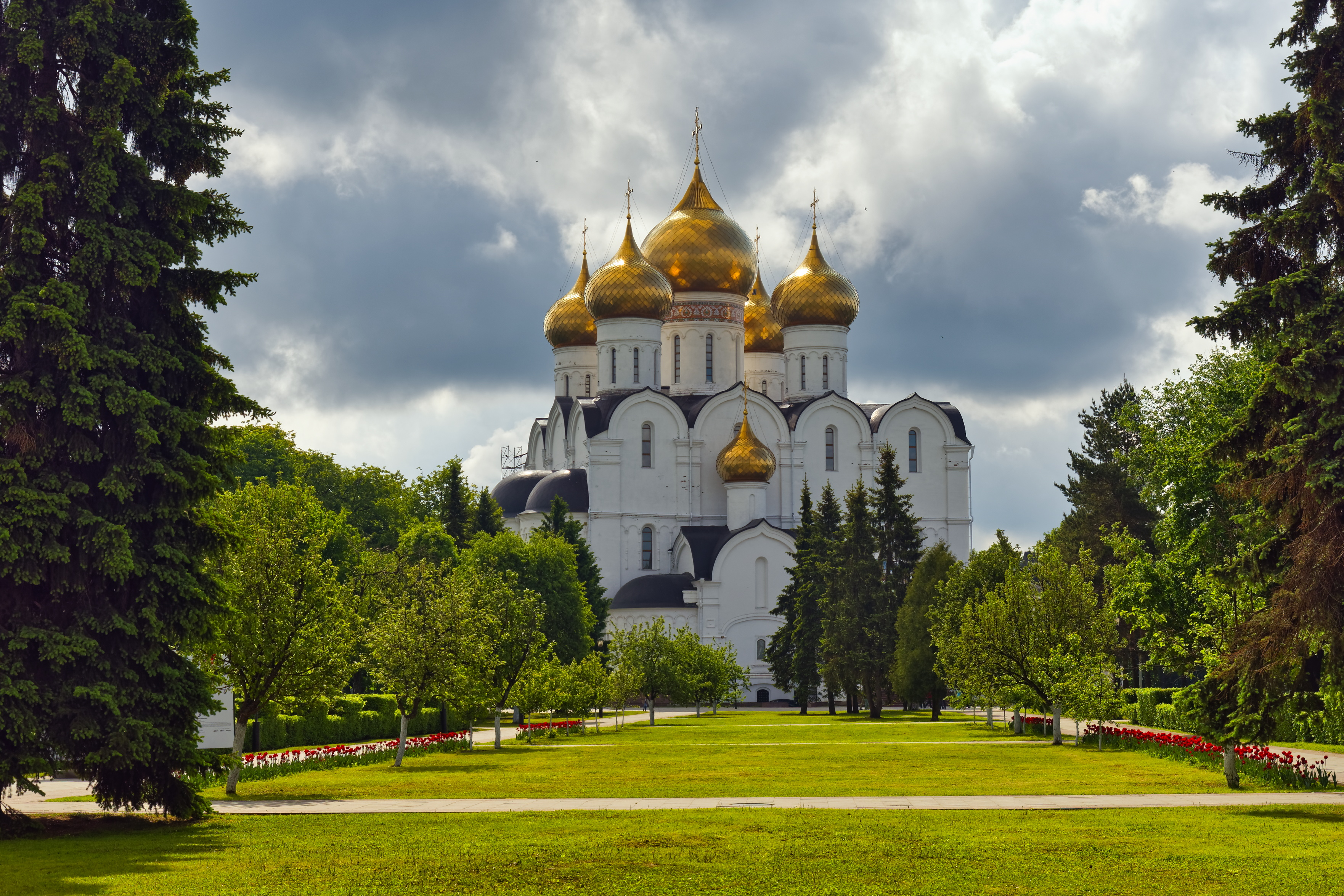
Сквер на Соборной площади
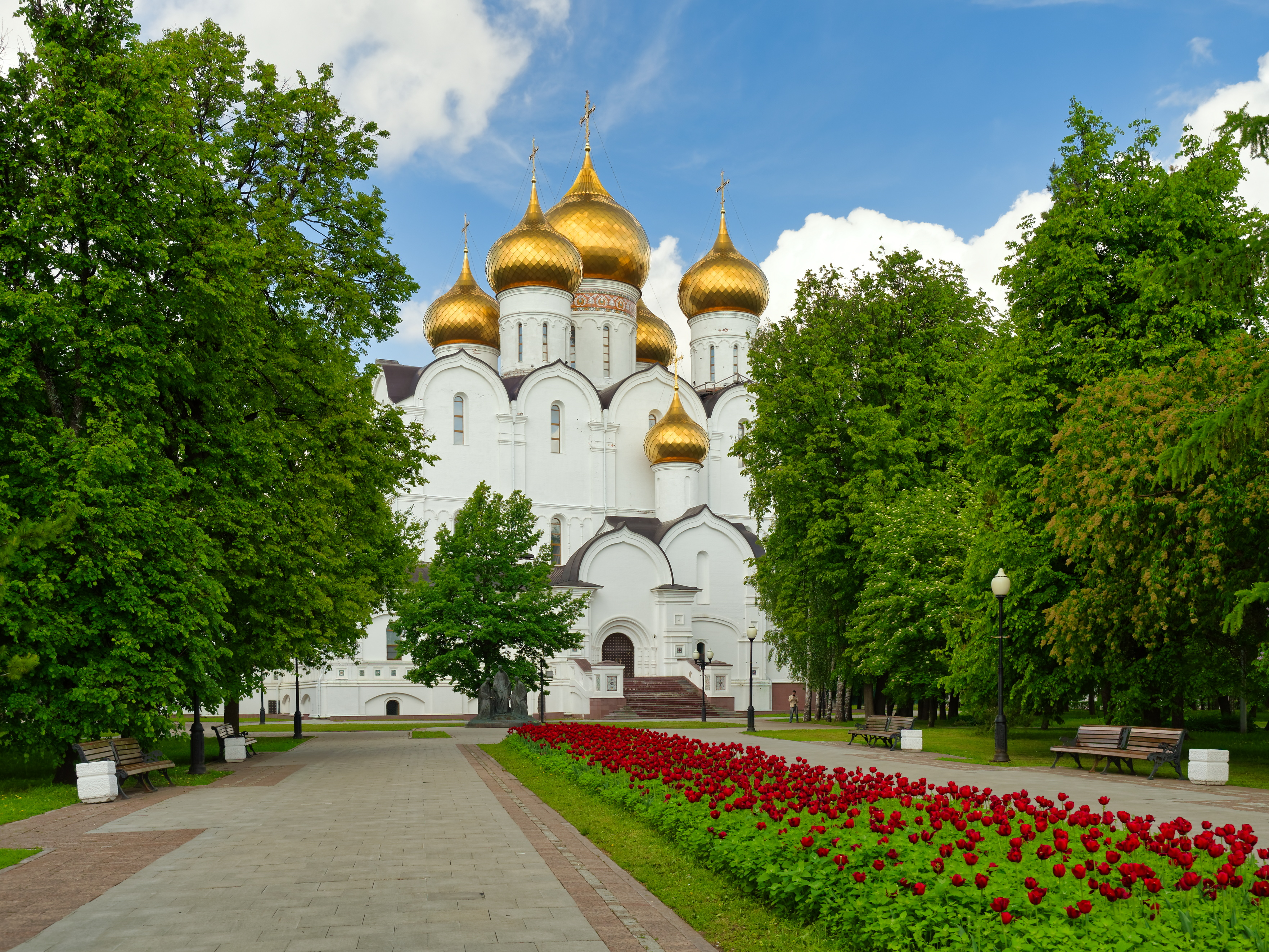
Парк на месте лицея
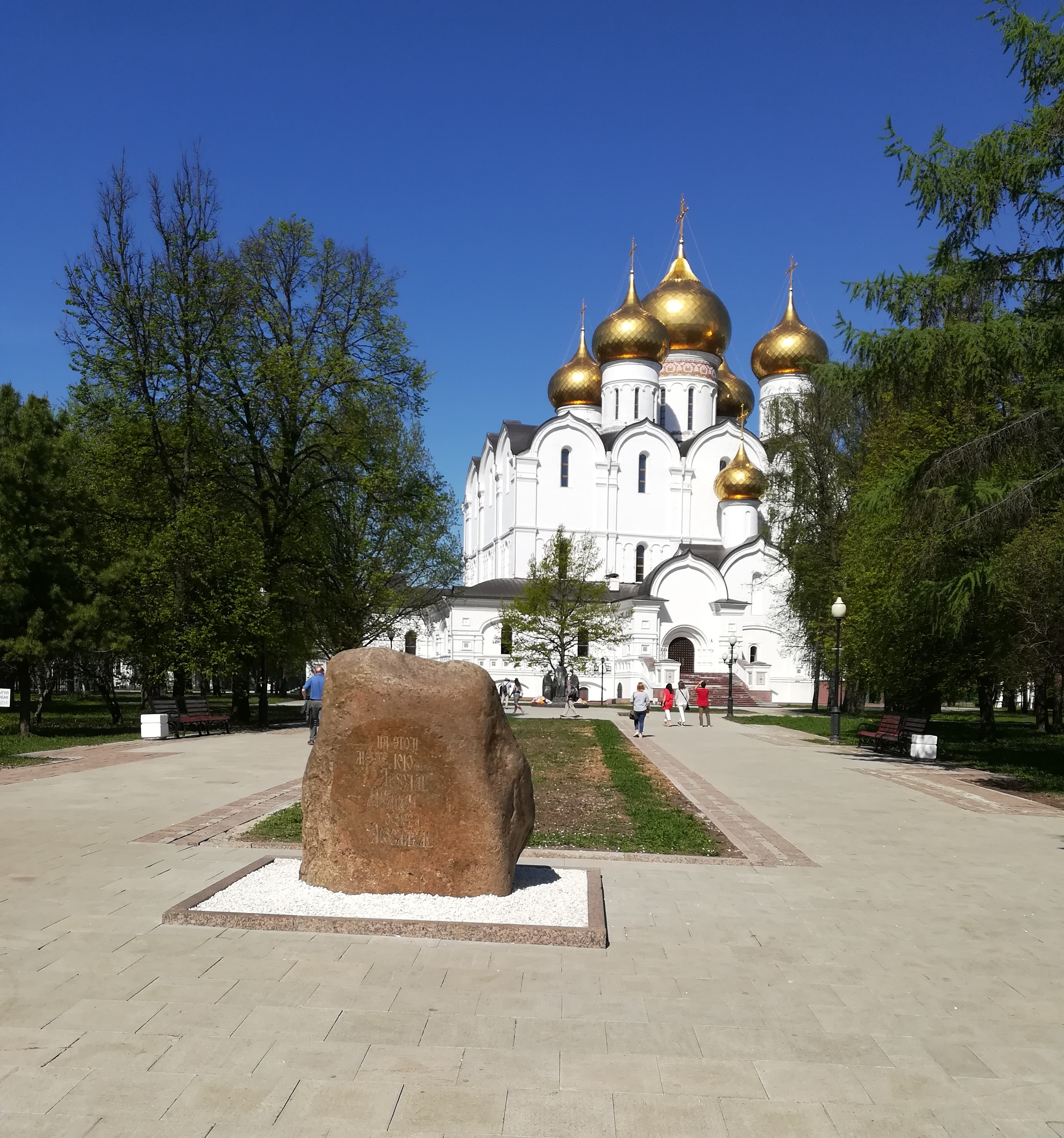
Камень на месте основания города
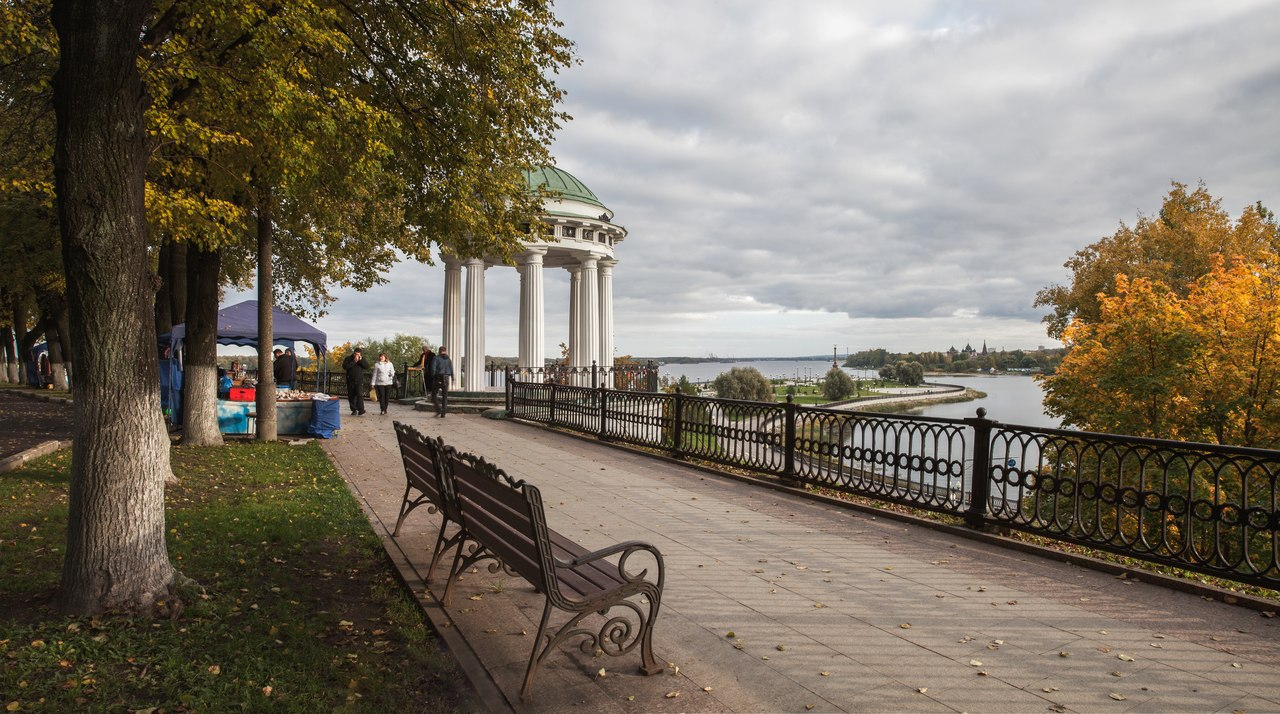
Беседка на Стрелке

## Нижний партер
Нижний партер парка построен в конце 1970-х годов на месте песчаной косы. В ноябре 1979 года на нижней Стрелке был установлен самолёт Ту-104А (СССР-42398), в 1988 году его демонтировали.
В 2010 году к 1000-летию города нижний партер был полностью перестроен и значительно расширен.
Достопримечательности
- Памятник 1000-летию Ярославля — основная зрительная доминанта волжской перспективы Стрелки.[2] Установлен в 2010 году.
- Три светомузыкальных фонтана. В обычном режиме фонтаны работают со среды по воскресенье с 10 до 21 часов, в динамическом и светомузыкальном режиме — с пятницы по воскресенье с 21 до 24 часов.

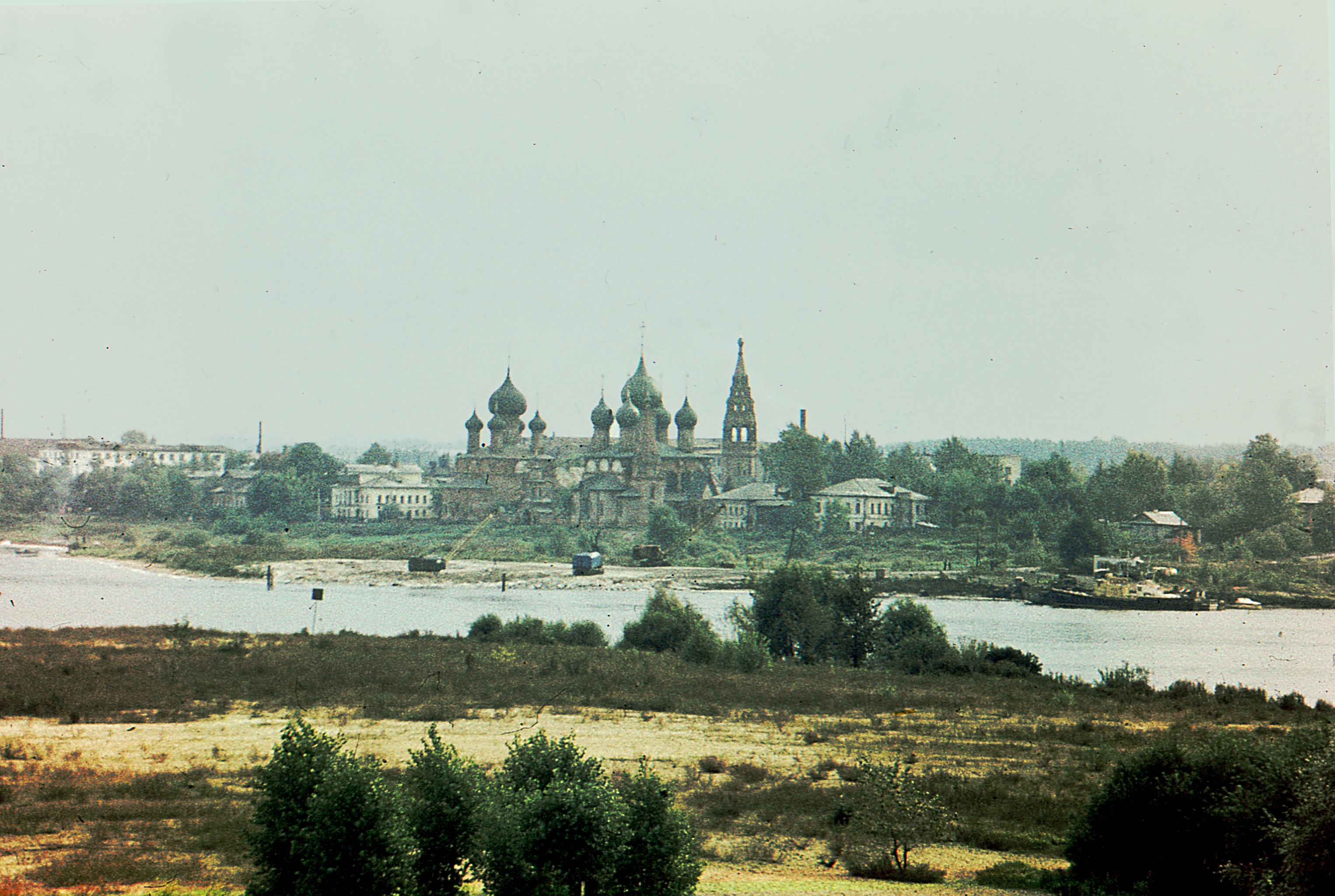
Коса в 1978 году
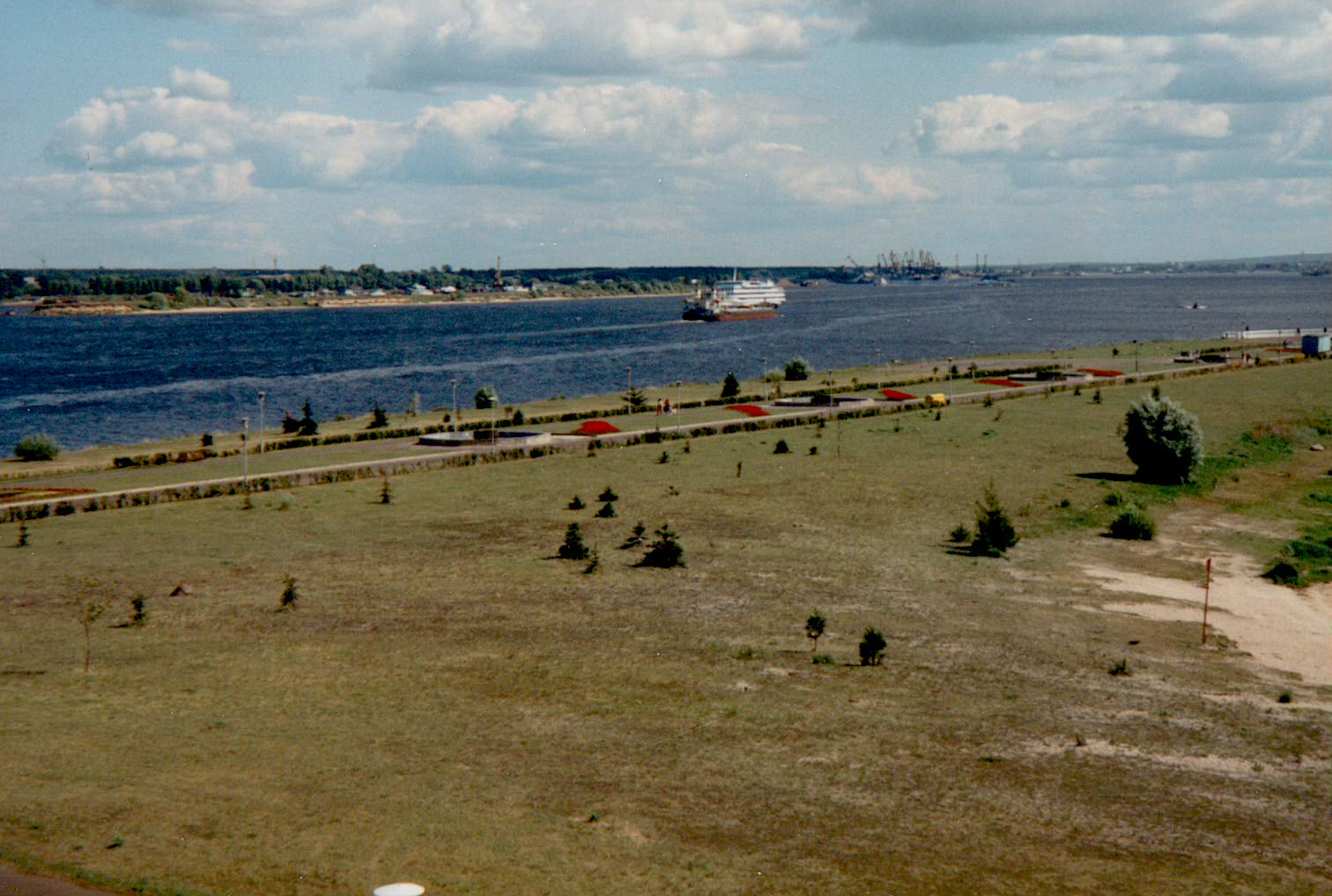
Нижний партер в 1995 году
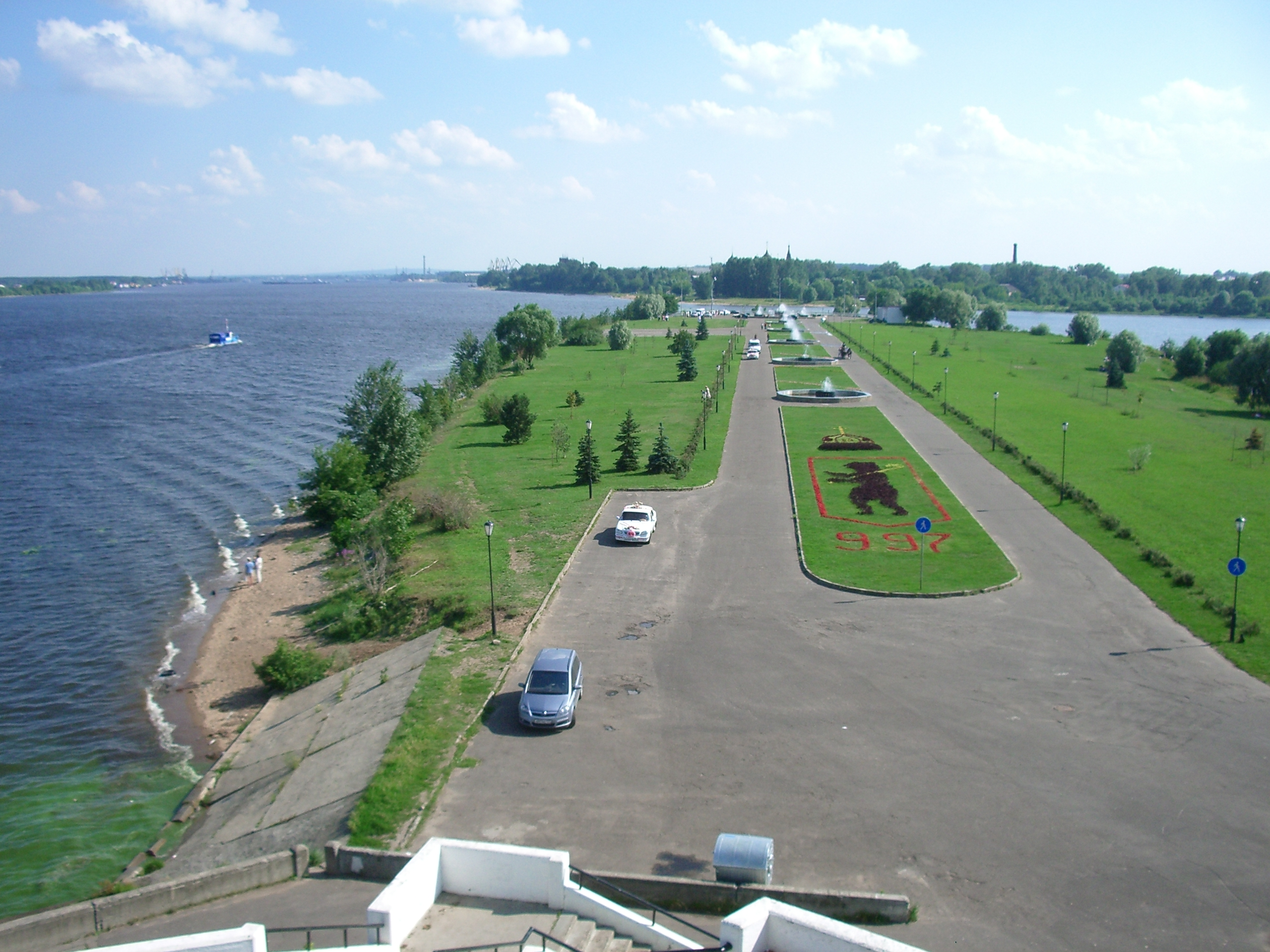
Нижний партер в 2007 году
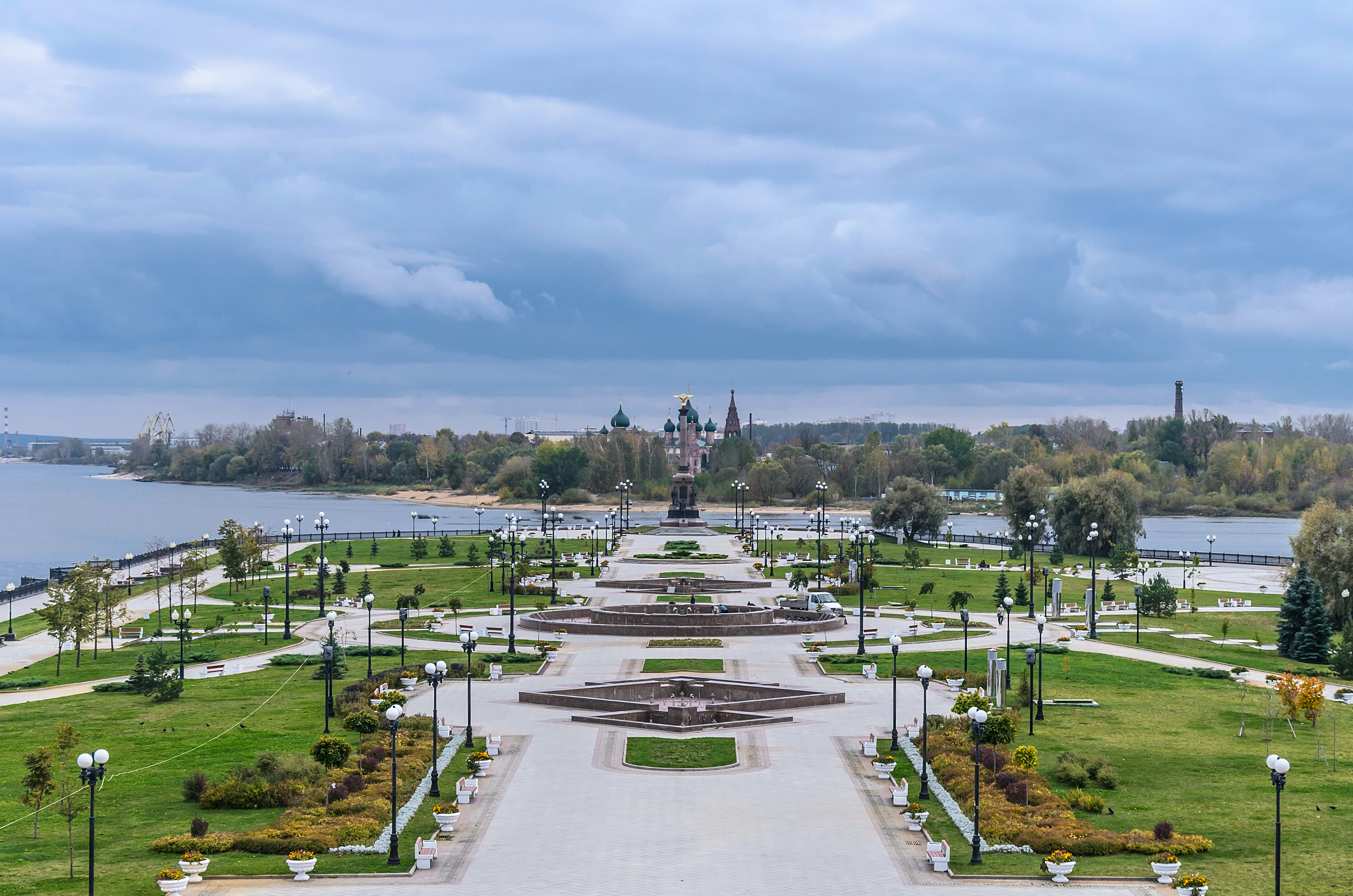
Нижний партер в 2015 году
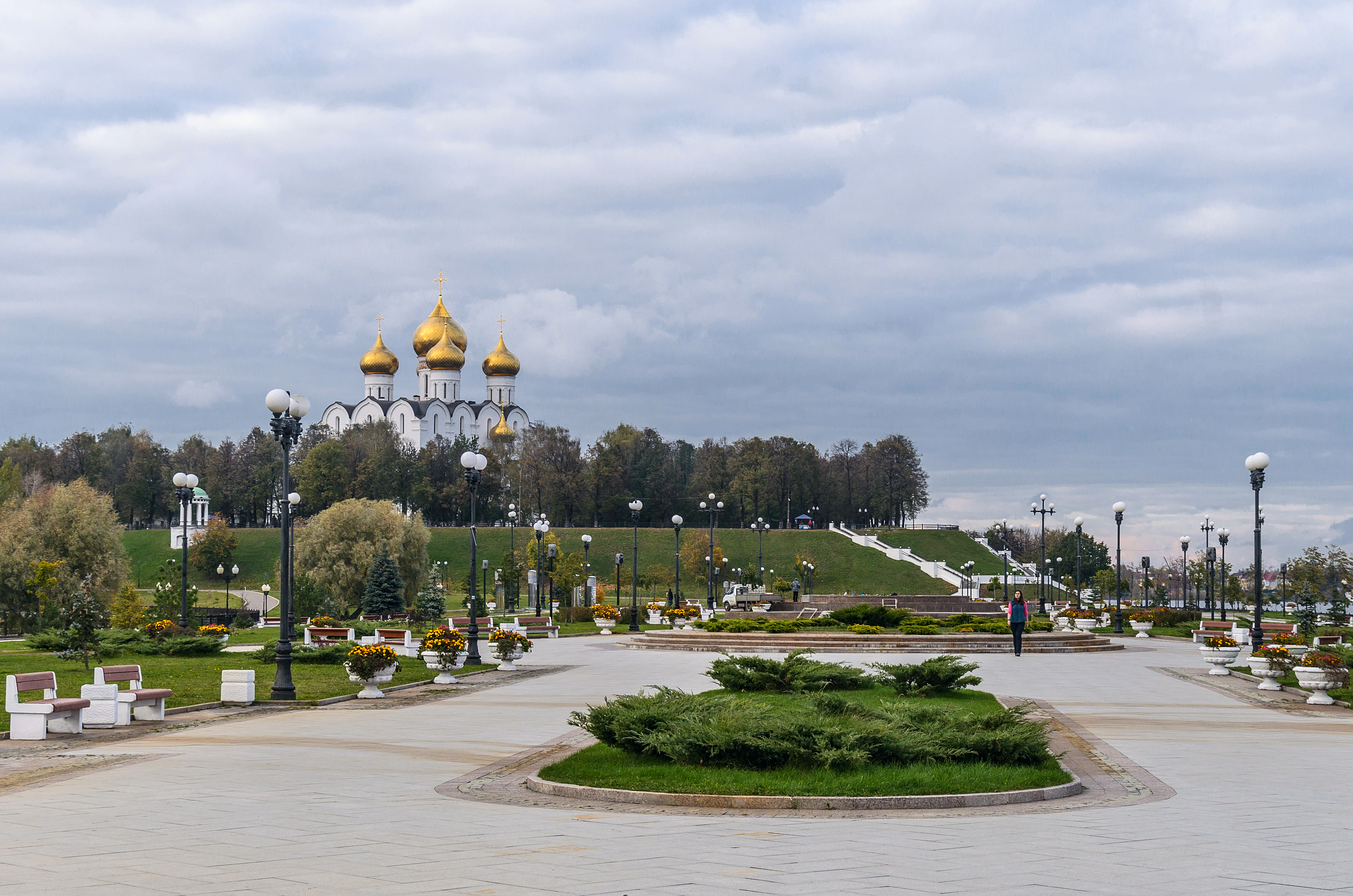
Вид с нижнего партера на верхний
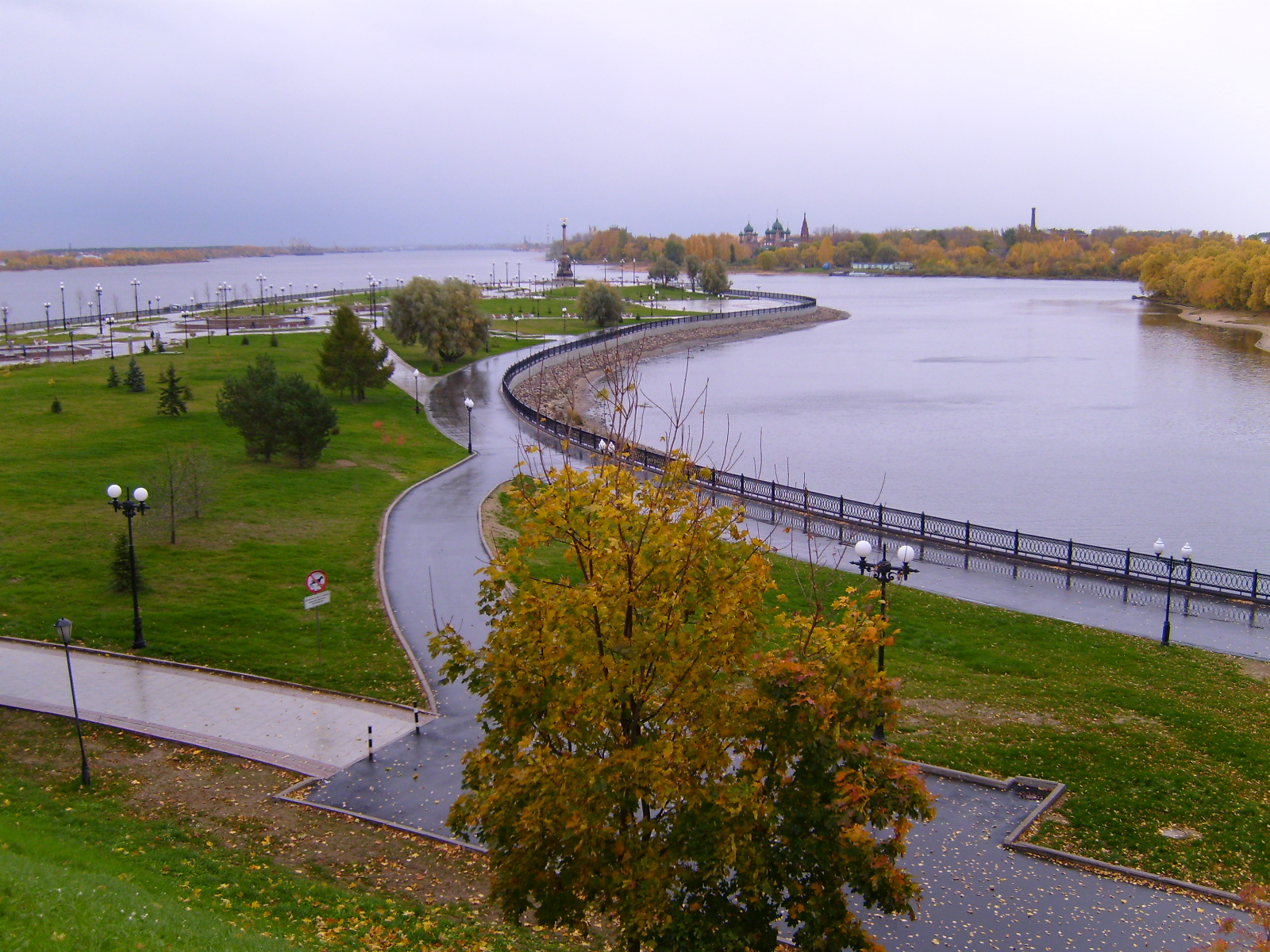
Вид на нижний партер